# عنکبوت (فیلم ۲۰۰۷)
عنکبوت (انگلیسی: Spider) یک فیلم کوتاه استرالیایی در سبک کمدی سیاه است که در سال ۲۰۰۷ منتشر شد.

## موضوع فیلم
این فیلم درباره «جک» است که با یک شوخی دوست دختر خود را از دست می‌دهد.

## انتشار
این فیلم در تاریخ ۲۴ اوت ۲۰۱۰ بر روی دی وی دی منتشر شد.

## افتخارات و جوایز
- فیلم برگزیده- جشنواره بین‌المللی فیلم ملبورن
- فیلم برگزیده- جشنواره فیلم تلورید
- فیلم برگزیده- جشنواره جنوب از طریق جنوب‌غربی
- برنده جایزه بهترین فیلم کوتاه- جشنواره فیلم سیدنی
- فیلم برگزیده هیئت داوران- بنیاد فیلم آمریکا
- برنده جایزه بهترین فیلم کوتاه- جشنواره بین‌المللی فیلم لنگرگاه
- برنده جوایز بهترین فیلم کمدی و Hi-Five To Lo-Fi Award- جشنواره Aspen Shortsfest
- برنده جایزه بهترین فیلم کوتاه- جشنواره بین‌المللی فیلم ایندیاناپولیس
- برنده جایزه بهترین داستان کوتاه- جشنواره فیلم نشویل
- برنده جوایز بهترین فیلم کوتاه و بهترین فیلم کوتاه از نظر داوران جوان- جشنواره فیلم ترسناک و تخیلی سن سباستین
- برنده جایزه بهترین فیلم کوتاه- جشنواره فیلم کوتاه خیابان کیلدا
- تجلیل افتخارآمیز در فیلمسازی کوتاه- جشنواره فیلم ساندنس
- برنده جوایز بهترین فیلم کوتاه و بهترین ادیت- جشنواره 24FPS International Short Film